# Ileum
Ileum je završni deo tankog creva kod većine viših kičmenjaka, uključujući sisare, reptile, i ptice. Kod riba, podela tankih creva nije toliko jasna i termini posteriorna creva ili distalna creva se mogu koristiti.
Ileum sledi duodenum i jejunum, i odvojen je od slepog creva ileocekalnin zalistkom. Kod ljudi je ileum oko 2–4 m dug, i njegov pH je obično između 7 i 8 (neutralan i blago alkalan).

## Dodatne slike
- Ileum i slepo crevo
- Ileocecalni zalistak
- Arterije slepog creva
- Peharasta ćelija ileuma
- Opšta struktura zida creva
- Ileum psa

## Spoljašnje veze
- Архивирано на веб-сајту  (4. март 2016)